# Second Helping
Second Helping – drugi album studyjny wydany przez amerykański zespół blues-rockowy Lynyrd Skynyrd 15 kwietnia 1974 roku.

## Lista utworów

### Strona pierwsza
| 1. | "Sweet Home Alabama" (Ed King, Gary Rossington, Ronnie Van Zant) | 4:43  |
|    |                                                                  |       |
| 2. | "I Need You" (Ed King, Gary Rossington, Ronnie Van Zant)         | 6:55  |
|    |                                                                  |       |
| 3. | "Don't Ask Me No Questions" (Gary Rossington, Ronnie Van Zant)   | 3:26  |
|    |                                                                  |       |
| 4. | "Workin’ For MCA" (Ed King, Ronnie Van Zant)                     | 4:49  |
|    |                                                                  |       |
|    |                                                                  | 19:53 |
|    |                                                                  |       |

### Strona druga
| 1. | "The Ballad of Curtis Loew" (Allen Collins, Ronnie Van Zant) | 4:51  |
|    |                                                              |       |
| 2. | "Swamp Music" (Ed King, Ronnie Van Zant)                     | 3:31  |
|    |                                                              |       |
| 3. | "The Needle and the Spoon" (Allen Collins, Ronnie Van Zant)  | 3:53  |
|    |                                                              |       |
| 4. | "Call Me the Breeze" (J.J. Cale)                             | 5:09  |
|    |                                                              |       |
|    |                                                              | 17:24 |
|    |                                                              |       |